# 대니 머피 (1876년)
대니얼 프랜시스 머피(Daniel Francis Murphy, 1876년 8월 11일 ~ 1955년 11월 22일)는 1900년대부터 1910년대 사이에 활약한 미국의 전 프로 야구 2루수이자 외야수이다. 통산 16시즌 동안 메이저 리그 베이스볼(MLB)의 뉴욕 자이언츠와 필라델피아 애슬레틱스, 페더럴 리그의 브루클린 팁톱스에서 뛰었다.